# Poljica (Krk)
Pour les articles homonymes, voir Poljica.
Poljica est une localité de Croatie située sur l'île de Krk et dans la municipalité de Krk, comitat de Primorje-Gorski Kotar. En 2001, la localité comptait 62 habitants.

## Démographie
| 1948 | 1953 | 1961 | 1971 | 1981 | 1991 | 2001 |
| ---- | ---- | ---- | ---- | ---- | ---- | ---- |
| 82   | 89   | 68   | 72   | 74   | 65   | 62   |